# Zöld Manó
A Zöld Manó (Green Goblin) a Marvel Comics képregényekkel foglalkozó cég egyik negatív szereplője, Pókember ellensége. A Zöld Manó szürkészöld öltözéket visel, amitől egy manóhoz hasonlít, és high-tech felszerelést használ, leginkább a Halloween-i töklámpásokra emlékeztető gránátokat. A Zöld Manó egy egyszemélyes repülő szerkezeten repül, ami általában egy denevérre emlékeztet, de a korai változatokban inkább egy seprűre hasonlított. Stan Lee és Steve Ditko találta ki az Amazing Spiderman 14. számában.

## Karakterek

### Norman Osborn
Az eredeti Zöld manó, aki dr. Mendel Stromm-mal alapított közösen egy céget. Később Stromm-ot börtönbe juttatva  a céget irányítása alá vonta. Osborn nyereség reményében Stromm egy meglévő terve alapján egy szérumot akart létrehozni. Ekkor még nem sejtette, hogy a szérum képes használóját nagy erővel felruházni. Miután sikerült elkészítenie, a folyadék zöld színűre változott, és felrobbant Osborn kezében. A szérum megnövelte Norman erejét, de egy mellékhatás lépett fel. Őrültté tette használóját.

### Harry Osborn
Harold "Harry" Osborn, Norman Osborn fia, Peter Parker jó barátja. Később Harry, Peter ellen fordul, mivel őt hibáztatja apja haláláért. Felveszi hát apja ruháját és bosszúra szomjazik Pókember ellen. Megpróbálta elmondani a rendőröknek a hálószövő valódi kilétét, de őrültnek tartották.

### Phil Urich
Harry elmezavara rosszabbodott és többször újra Zöld Manóvá vált addig, amíg belehalt egy módosított Goblin szérum mellékhatásaiba. A berendezése és a Zöld Manó azonossága Philip Benjamin Phil Urich-é lett (Ben Urich unokaöccse a Hírharsonánál), aki megpróbált szuperhősként hírnevet szerezni magának, bár néha úgy tűnt, hogy olyan mániákus, mint gonosz elődei. Berendezését később a Sentinelekkel folytatott csata közben megrongálták az Onslaught crossoverben. Phil képtelen volt megjavítani a szerkezetet, ezzel a negyedik Zöld Manó pályafutása befejeződött. Később az Excelsior csapatalapítója lesz. Az MC2 alternatív jövőben folytatja pályafutását Zöld Manóként. Jelenleg ő az új Vészmanó.

## Fegyverei, képességei

### Képességei
A Zöld Manó emberfeletti erővel, gyors reflexekkel és nagy sebességgel rendelkezik. Ezeken kívül sérüléseiből rövid idő alatt képes felgyógyulni, ami lehetővé tette számára, hogy felgyógyuljon egy olyan sérülésből, ami miatt Pókember halottnak hitte.

### Fegyverei
Legjellegzetesebb fegyverei a robbanó tökbombák, a kesztyűje ujjából kilőtt villámok és a rendkívül éles peremű, bumerángszerű denevérei. Szintén egy denevérhez hasonlító repülő szerkezeten közlekedik (röpdeszka). Mivel biztos anyagi háttér volt mögötte, gazdag utánpótlást tudott elhelyezni számos búvóhelyén New Yorkban.

## Külső hivatkozások
- Zöld Manó a képregény adattárban Archiválva 2007. május 25-i dátummal a Wayback Machine-ben
- Zöld Manó